# Трисценорама
Трисценорама или Трискенорама (др.-греч. τρία (tría) — «три», σκηνή (ski̱ní̱) — «сцена» и ὅραμα (órama) — «вид», «зрелище») — картина, чаще всего — икона, на которой под разными углами видны три разных изображения.

## История и технология изготовленния
Секрет изготовления трисценорамы описал испанский художник Фелипе Нуньес в трактате «Искусство поэзии и живописи и симметрии, с принципами перспективы». Одна из глав трактата называется «Как сделать панель с тремя фигурами, из которых каждая видна отдельно». Книга появилась в 1615 г., но вероятно, способ изготовления таких картин был известен и до Фелипе Нуньеса.
Первое (центральное) изображение будущей трисценорамы наносится на основу как на обычной картине. Два других изображения разрезаются на полоски (от 8 до 40) и размещаются на тонких пластинах (ламелях), с определённым шагом перпендикулярно поверхности основного изображения вплотную к нему. Если смотреть на трисценораму под прямым углом, будет видно только основное изображение. Если встать от картины справа или слева, можно увидеть по очереди два других сюжета. Конструкцию и принцип создания трисценорамы лучше отражают немецкие названия: Harfenbilder = картина-арфа или Lamellenbild = картина из ламелей (из щепок, из пластин).
Трисценорамы были очень популярны начиная с середины XVIII и до конца XIX века. Материал для ламелей мог быть самый разный: стекло, картон, натянутая ткань, бумага, тонкие дощечки. У ранних образцов изображение разделено на 8…10 полос. С появлением литографии и других дешёвых способов печати количество ламелей увеличивается. Небольшие по размеру трисценорамы продаются в местах паломничества. В печатных изданиях появляются заготовки для картин-трисценорам, которые можно собрать самостоятельно.
Трискенорамы весьма редки как в собраниях музеев, так и в частных коллекциях. Икона-трисценорама «Троица Новозаветная» конца XIX века экспонировалась на выставке «Искусство возрождать искусство» в Великоустюгском музее-заповеднике (2014—2015 год). Несколько таких икон хранится в Музее Истории Науки и Техники в Москве.

## Сюжеты
Как правило, трисценорама — это именно икона. Трисценорама идеально подходит для изображения Троицы и Святого семейства. Волшебная, чудесная смена трёх картин, их необычный характер, привлекают внимание и усиливают символическое значение объекта. Но встречаются и другие сюжеты: свадебные портреты (жених, невеста и пара вместе), изображение одного пейзажа в разное время года и так далее. Кроме того «кадры» трисценорамы могли составлять короткую историю, часто смешную и даже скабрёзную.

## Известные образцы
Раздел требует доработки.
Икона Святой Троицы в Свято-Вознесенском соборе усадьбы Юзбашевка (Александровск Луганской области)
Икона «Благовещение. Господь Саваоф». Была украдена из музея-заповедника «Александровская слобода» в 1997 году во время вооруженного ограбления.
В собрании Государственного музея истории религии в Санкт-Петербурге хранятся четыре редких трисценорамы.

## Родственные технологии
Современный вариант или аналог трисценорамы — это рекламные щиты с вращающимися треугольными призмами на которых по очереди появляются три разных объявления. Родственная технология — объёмные или меняющиеся изображения под линейным растром.